# Королевский дворец Увеа
Королевский дворец Увеа (фр. Palais royal d'Uvea) — официальная резиденция Лавелуа, традиционного короля Увеа, в столице французской заморской территории Уоллис и Футуна городе Мата-Уту.

## Описание

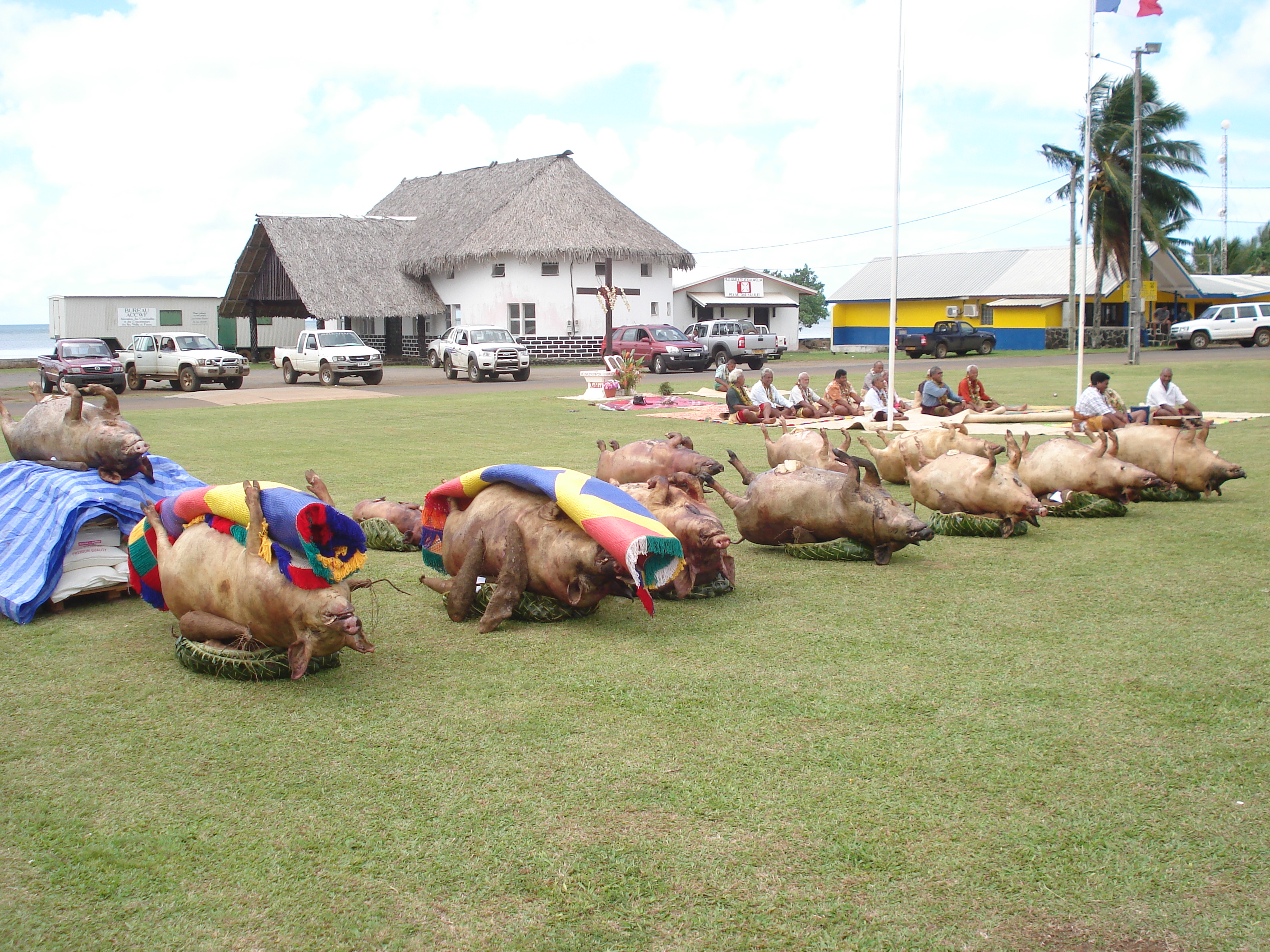
Площадь перед дворцом во время праздника (2008)

Королевский дворец расположен напротив площади Сагато-Соане (по-уоллисски Святого Иоанна), недалеко от собора Успения Пресвятой Богородицы. Здесь проходят большинство официальных и традиционных церемоний, таких как возведение на престол нового Лавелуа, праздник территории, празднование Дня взятия Бастилии 14 июля. Дворец — очень важное политическое место. Во время церемоний перед Королевским дворцом располагаются важные представители территории (сам Лавелуа, обычные вожди, епископ, префект…).

## История

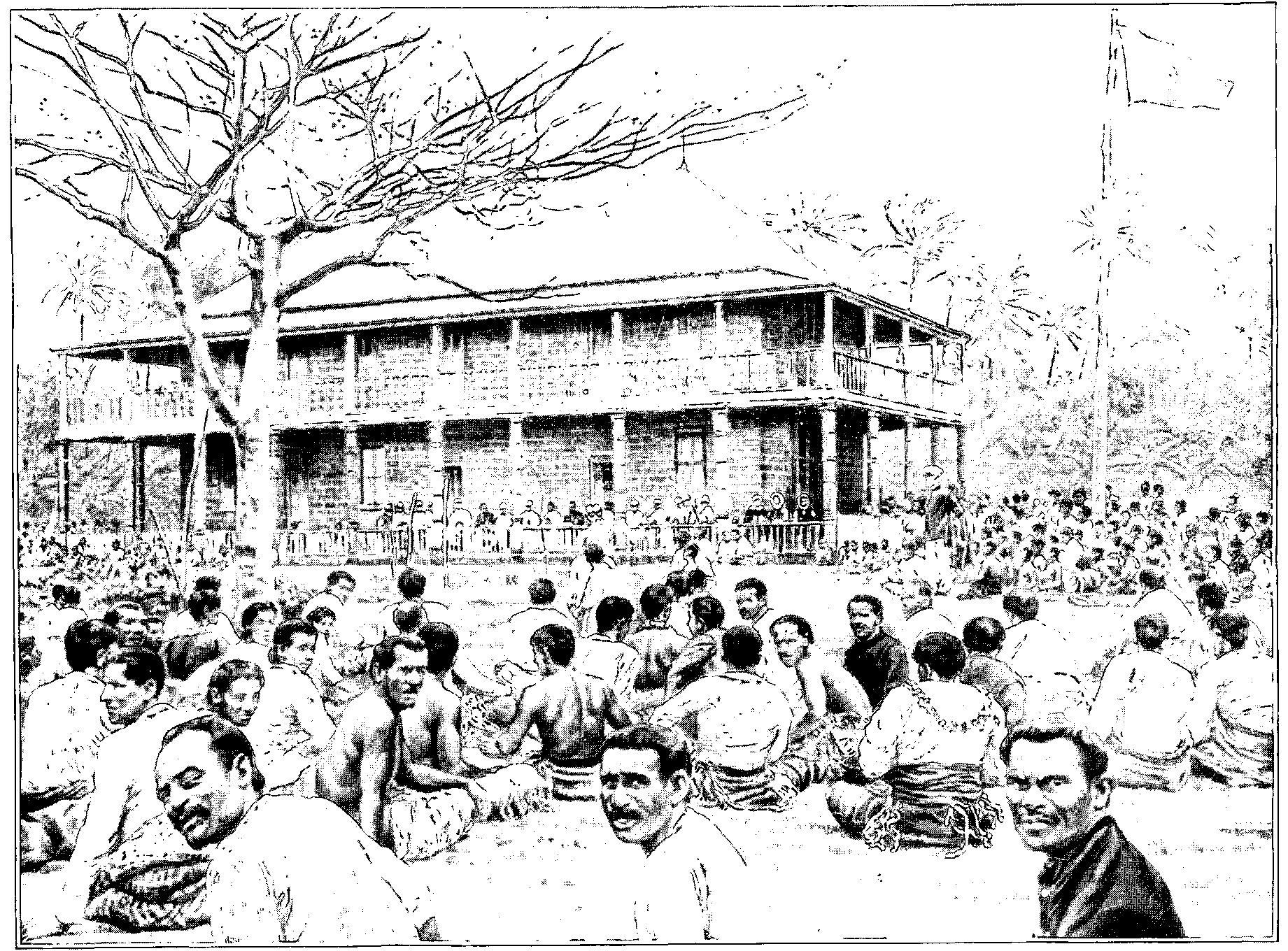
Народное собрание на площади перед Королевским дворцом (1900)

В 1876 году епископ Пьер Батайон убедил традиционные власти построить Королевский дворец. Строительство дворца было завершено во времена правления Амелии Токагахахау Алики с 1869 по 1895 годы. Назначение дворца состояло в том, чтобы «придать великому вождю Уоллиса вид западной королевской семьи, чтобы офицеры европейских военно-морских сил признали Лавелуа (…) главой государства, способным подписывать торговые или союзнические договоры». Построенный из камня, дворец имеет один этаж и веранду.
Королевский дворец был перестроен в 1892—1893 годах во времена правления Даудуна де Кероман.